# John Rosworm
John Rosworm, nizozemski (ali nemški) vojaški inženir in general, * 1630, † 1660.